# Urogale everetti
Genre
Espèce
Statut de conservation UICN

 LC  : Préoccupation mineure
Statut CITES
Le Toupaye des Philippines ou Toupaye de Mindanao ou encore Urogale D'Everett (Urogale everetti) est une espèce de scandentien de la famille des Tupaiidae.

## Répartition

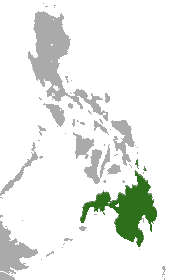
Répartition de l'espèce aux Philippines.

Le Toupaye des Philippines est, comme son nom l'indique, endémique des Philippines